# Ешлі Ґрем (Resident Evil)
Ешлі Ґрем (англ. Ashley Graham, яп. アシュリー・グラハム / Ashurī Gurahamu) — персонаж серії відеоігор Resident Evil (в Японії - Biohazard), створеної японською компанією Capcom. Вона була представлена у Resident Evil 4 2005 року, в якій вона є дочкою чинного президента Сполучених Штатів. Вона ненадовго потрапляє в полон до іспанського культу «Лос Ілюмінадос», з метою отримання впливу на президента Сполучених Штатів, перш ніж її рятує головний протагоніст гри, Леон С. Кеннеді.
Спочатку Ешлі була створена геймдизайнером Ясухісою Кавамурою як важливий відеоігровий персонаж в оригінальній версії Resident Evil 4. Її роль була змінена на роль беззахисного супутника протагоніста після значних структурних змін у команді розробників, які призвели до скасування первинної версії Resident Evil 4. Її персонаж отримав здебільшого негативну оцінку у відеоігрових виданнях, багато хто ставив під сумнів її доречність як стереотипної дами в біді або її потрібність як компаньйона. У ремейку 2023 року її дуже хвалили після її переробки, щоб зробити її супровід більш приємним.

## Концепт та дизайн
Первісно Ешлі була безіменним персонажем, якого геймдизайнер гри Ясухіса Кавамура називав просто «Дівчина». «Дівчина» мала стати другим грабельним персонажем первісної версії Resident Evil 4. Сценарії з цим персонажем були написані для білдів «Castle», «Hallucination» та «Zombie». У сценарії «Castle» вона мала бути піддослідною, яку проти її волі утримували в підземній лабораторії під замком. За допомогою біоорганічного бойового собаки, навченого виконувати її накази, їй вдається втекти. Після виставки Tokyo Game Show 2002 року сценарій «Castle», написаний Кавамурою та Нобору Суґімурою, був відкинутий, хоча Кавамура написав новий сценарій, заснований на тій самій історії.
Розробку було перезапущено з версією сценарію «Castle», наданою Суґімурою, коли Мікамі Сіндзі став директором проєкту наприкінці 2003 року; оригінальна версія Resident Evil 4, що перебувала в розробці, була скасована. «Дівчина» була перероблена під доньку американського президента, яку протагоніст Леон С. Кеннеді повинен знайти і врятувати. Вона створена як «дуже слабка, тендітна» супутниця, яку гравець повинен направляти, допомагати долати перешкоди та захищати від ворогів. Ешлі переважно контролюється штучним інтелектом, але їй можна наказати чекати або ховатися, і є певні наративні сегменти гри, які ведуться від її перспективи.
У ремейку Resident Evil 4 команда розробників прагнула глибше розкрити особистість Ешлі та її стосунки з Леоном. На відміну від оригіналу, Ешлі не можна залишати наодинці, і вона завжди буде слідувати за Леоном, хоча їй можна наказати триматися ближче або тримати дистанцію. Ясухіро Ампо, співрежисер ремейку, пояснив цю зміну: «Як персонаж, ми хотіли, щоб вона була поруч з вами, справляючи враження, а як гра, коли вона ховалася, поки ви йшли і билися в оригіналі, це було в якійсь мірі забавно. Але створити такого персонажа, як Ешлі, а потім змусити її зникнути на якийсь час, здавалося марнотратством. Ми хотіли уникнути цього в ремейку». Індикатор здоров'я Ешлі також було прибрано, проте вона падає після надто великої кількості отриманих ударів, і Леон повинен реанімувати її, щоб продовжити гру. Її також можуть схопити і забрати вороги, і якщо її віднесуть занадто далеко від Леона, не врятувавши, гра закінчиться. Її вбрання та загальний дизайн були змінені, щоб вона виглядала та поводилася більше як справжній компаньйон, а не як діва в біді.
Керолін Лоуренс, яка озвучувала Ешлі Ґрем у оригіналі Resident Evil 4, описувала свою героїню як «вразливу, адже Леон мусить весь час приходити їй на допомогу». У червні 2022 року нідерландська модель Елла Фрея публічно повідомила, що вона є моделлю обличчя Ешлі в ремейку Resident Evil 4, а Женев'єва Бюхнер подарувала їй свій голос.

## Появи

### У Resident Evil 4
Ешлі Ґрем є 20-річною донькою новообраного президента Сполучених Штатів. Її викрадає Джек Краузер дорогою додому з Массачусетсу і утримує в полоні культу Лос Ілюмінадос в одному з європейських міст. Початкова мета Леона Кеннеді - знайти і врятувати її. Після її знаходження з'ясовується, що їй вживили паразита Плаґа як частину плану культу, щоб отримати контроль над нею, перш ніж повернути її на батьківщину.
У подальшій розповіді Леон та Ешлі намагаються знайти рішення, як позбутися паразитів у своїх тілах, перш ніж ними заволодіє лідер культу — Осмунд Седдлер. Після ліквідації Седдлера Леон та Ешлі тікають з тонучого острова на водному мотоциклі, який залишила Ада Вонґ. Леон люб'язно відмовляється від запрошення Ешлі відвідати її вдома. Після цього їх обох заарештовують агенти американського уряду і поміщають під варту для допиту.
Ешлі також з'являється в ремейку Resident Evil 4 2023 року. У порівнянні з Леоном, її ігровий процес був перероблений, усунувши індикатор здоров'я і дозволивши їй відроджуватися після поранень. Тепер Ешлі можна додатково командувати, наприклад, щоб дати Леону трохи більше простору під час бою, або щоб триматися ближче до нього для більшої практичності, на відміну від оригіналу, де вона використовувала лише команди «зачекай» та «йди за мною». У неї є десятки костюмів, які можна розблокувати після того, як гравці придбають CP (очки виконання) після завершення першого проходження гри.

### Інші появи
Фотографія Ешлі Ґрем у рамці на мить з'являється в анімаційному міні-серіалі Netflix Resident Evil: Infinite Darkness 2021 року, і розгортається за мотивами подій Resident Evil 4. Її батько, президент Ґрем, є одним із основних персонажів Нескінченної темряви. У 2023 році, перед виходом ремейку Resident Evil 4, Capcom випустила промо-аніме Resident Evil Masterpiece Theater, що розповідає історію Леона та Ешлі.

## Сприйняття
Поява Ешлі в оригінальній грі отримала переважно негативну реакцію. Багато ігрових видань критикували її як одного з найгірших або найнабридливіших персонажів відеоігор. Тоадетт Гелдоф з Vice описала її як одного з найвідсталіших персонажів відеоігор усіх часів, коментуючи це так: «Вона настільки незграбна, що навіть не може самостійно ходити, тож доводиться носити її на спині, а потім опускати щоразу, коли вам потрібно когось убити». У Tropes vs. Women in Video Games феміністична медіакритикиня Аніта Саркісян також описала Ешлі як діву в біді, яка виглядає безпорадною, стверджуючи, що її порятунок викликав у гравців багато розчарувань. Самара Саммер з GamePro побажала, щоб Ешлі не з'являлася в ремейку Resident Evil 4, коментуючи це так: «Вона не може боротися, не може звільнитися і навіть не може самостійно шукати укриття. Своїм криком вона також не мотивує мене допомагати їй». І навпаки, Shacknews назвав Ешлі одним із своїх улюблених компаньйонів у відеоіграх, сказавши: «Коли ви з нею вдвох, її цілком влаштовує ховатись у сміттєвому баку, поки ви розправляєтесь із ворогами. Якби ж то всі компаньйони були такими приємними». Андрій Нае, автор Immersion, Narrative, and Gender Crisis in Survival Horror Video Games, сказав, що Ешлі Ґрем повністю втілює гендерну роль діви в біді з її постійними благаннями Леона Кеннеді допомогти їй, а Бернар Перрон, автор The World of Scary Video Games: A Study in Videoludic Horror, вважає, що деякі персонажі, такі як Ешлі, були надто еротизовані, як приклад, він навів, що свою форму школярки, вона може змінити на білий костюм старлетки, який «підкреслює її груди».
Критики також високо оцінили образ персонажа у ремейку 2023 року, підкресливши, наскільки менше вона стала схожою на сексуалізовану діву в біді. Елайджа Бем з DualShockers високо оцінив епізод, у якому за неї можна зіграти, зазначивши, що тепер вона має шанс продемонструвати свою справжню компетентність, а не просто латентну здатність крутити старі механізми і клацати перемикачами, як вона це робила в оригінальній грі. Водночас Віксал Плейн вважає, що Ешлі заслуговує на окреме доповнення або й повноцінну гру. Джейд Кінг з TheGamer зазначила, що ремейк уникнув сексуалізації Ешлі, в тому числі усунувши можливість гравців заглядати їй під спідницю. Аналогічно, Ешлі Бардхан з Kotaku похвалила нову модель персонажа Ешлі, особливо рішення замінити її спідницю на шорти, але розкритикувала відсутність загального покращення в її зображенні. Однак Джейд Кінг з TheGamer не погодився, стверджуючи, що вона була суттєво покращена як персонаж. Джозеф Яден з Inverse та Ед Сміт з PCGamesN відзначили, що Ешлі перетворилася з безпорадної діви в біді на повноцінну напарницю.